# Svend Helge Hansen
Svend Helge Hansen (født 13. september 1930 i Sandby, Danmark) er en dansk tidligere roer.
Hansen var med i den danske firer med styrmand ved OL 1960 i Rom. Poul Justesen, Mogens Pedersen, Erik Rask og styrmand Ejgo Vejby Nielsen udgjorde resten af bådens besætning. Danskerne sluttede på tredjepladsen ud af fem både i det indledende heat, og skulle derfor ud i et opsamlingsheat. Her kom man ind på tredjepladsen ud af fire både, og kvalificerede sig derfor ikke til semifinalen.